# Damien Howson
Damien Howson (Adelaida, 13 d'agost de 1992) és un ciclista australià, professional des del 2012 i actualment a l'equip Q36.5 Pro Cycling Team. A data de 2021, Howson resideix a Erts, Andorra.
Especialista en contrarellotge, el 2013, va aconseguir el Campionat del món sub-23 en aquesta prova. En carretera destaca la victòria a la general del Herald Sun Tour de 2017, al Czech Cycling Tour de 2020 i a la Volta a Hongria de 2021.

## Palmarès en pista
- 2011
  -  Campió d'Austràlia en Persecució per equips (amb Glenn O'Shea, Alexander Edmondson i Rohan Dennis)

## Palmarès en ruta
- 2011
  - Campió d'Oceania en contrarellotge sub-23
- 2012
  - Campió d'Oceania en contrarellotge sub-23
- 2013
  -  Campió del món de contrarellotge sub-23
  - Campió d'Oceania en contrarellotge sub-23
  -  Campió d'Austràlia en contrarellotge sub-23
  - 1r a l'UCI Oceania Tour
  - 1r al Trofeu Alcide De Gasperi
  - Vencedor d'una etapa a la Volta a Turíngia
- 2017
  - 1r al Herald Sun Tour i vencedor d'una etapa
- 2020
  - 1r al Czech Cycling Tour i vencedor d'una etapa
- 2021
  - 1r a la Volta a Hongria i vencedor d'una etapa
- 2023
  - Vencedor d'una etapa a la Volta a Astúries

### Resultats a la Volta a Espanya
- 2015. 147è de la classificació general
- 2016. 45è de la classificació general
- 2018. 70è de la classificació general
- 2019. 49è de la classificació general

### Resultats al Giro d'Itàlia
- 2016. 53è de la classificació general
- 2020. No surt (10a etapa)
- 2022. 33è de la classificació general

### Resultats al Tour de França
- 2017. 88è de la classificació general
- 2018. No surt (16a etapa)